# Lasioptera carophila
Espèce
Lasioptera carophila est une espèce européenne de diptères de la famille des Cecidomyiidae.

## Description
La larve est orange, solitaire ; il y a deux générations par an. 

## Parasitologie
La larve hiberne et se nymphose dans la galle. Elle parasite les plantes Aethusa cynapium, Ammi majus, Ammoides pusilla (en), Anethum graveolens, Angelica archangelica, Angelica sylvestris, Anthriscus cerefolium, Anthriscus sylvestris, Berula erecta, Bifora radians, Bupleurum falcatum, Bupleurum fruticescens (es), Bupleurum rigidum, Bupleurum rotundifolium, Carum carvi, Carum verticillatum, Chaerophyllum aromaticum, Chaerophyllum bulbosum, Chaerophyllum temulum, Conium maculatum, Conopodium majus, Daucus carota, Dichoropetalum carvifolia (de), Elaeoselinum asclepium (it), Elaeoselinum foetidum (pt), Elaeoselinum meoides (sv), Eryngium campestre, Falcaria vulgaris, Ferula communis, Ferulago campestris (en), Foeniculum vulgare, Heracleum sphondylium, Laser trilobum, Laserpitium latifolium, Laserpitium prutenicum (de), Laserpitium siler, Margotia gummifera (pt), Oenanthe aquatica, Opopanax chironium, Pastinaca sativa, Petroselinum crispum, Peucedanum aegopodioides (sv), Peucedanum altissimum (sv), Peucedanum austriacum (sv), Peucedanum cervaria, Peucedanum officinale, Peucedanum oreoselinum, Peucedanum ostruthium, Physospermum cornubiense, Pimpinella anisum, Pimpinella major, Pimpinella peregrina, Pimpinella saxifraga, Scaligeria napiformis (sv), Selinum carvifolia, Seseli annuum, Silaum silaus, Smyrnium orphanidis (sv), Smyrnium perfoliatum (da) subsp. rotundifolium, Thapsia garganica, Thecocarpus (sv), Tordylium apulum, Torilis japonica et Trinia glauca.